# Дершајд
Дершајд (њем. Dörscheid) општина је у њемачкој савезној држави Рајна-Палатинат. Једно је од 137 општинских средишта округа Рајн-Лан. Према процјени из 2010. у општини је живјело 411 становника. Посједује регионалну шифру (AGS) 7141031.

## Географски и демографски подаци
Дершајд се налази у савезној држави Рајна-Палатинат у округу Рајн-Лан. Општина се налази на надморској висини од 340 метара. Површина општине износи 8,6 km². У самом мјесту је, према процјени из 2010. године, живјело 411 становника. Просјечна густина становништва износи 48 становника/km².